# Всеукраїнське фотокіноуправління
Всеукраїнське фотокіноуправління (ВУФКУ) — державна кінематографічна організація, яка діяла в період з 1922 по 1930 роки.

## Історія ВУФКУ

### Заснування
13 березня 1922 року ВУФКУ був створений на базі Всеукраїнського кінокомітету, отримавши юридичний статус від Української економічної ради 2 травня 1922 року. Державна організація об'єднала всю галузь, включаючи кіностудії, кінопрокат, кінопромисловість, кіноосвіту та кінопресу України та Криму. До ради ВУФКУ входило п'ять осіб, обраних адміністративною радою і затверджених урядом. Рішення про перетворення Всеукраїнського кінокомітету й переведення
його на рейки госпрозрахунку було прийняте в першій декаді лютого 1922 року. Про це свідчать опубліковані резолюції Політосвітсекції Всеукраїнської наради по політосвітроботі губагітпропів і губполітосвіти, що проходила в Харкові з 2 по 8 лютого 1922 року. У кінці лютого Всеукраїнський фотокінокомітет перейменовано у Всеукраїнське фотокіноуправління під головуванням колишнього директора
Кінокомітету В. В. Прокоф'єва і на початку березня переведено з Києва до Харківа (вул. Московська, 3).
У розпорядження організації потрапляють ательє та кіноконтори Єрмольєва та Ханжонкова у Ялті, студії Гросмана, Харитонова та Борисова у Одесі, ательє Іванова «Художній екран» в Києві. Головне управління ВУФКУ розміщується в Харкові, Одеське окружне фотокіноуправління базується на вулиці Лассаля, 29.

### Перші кроки

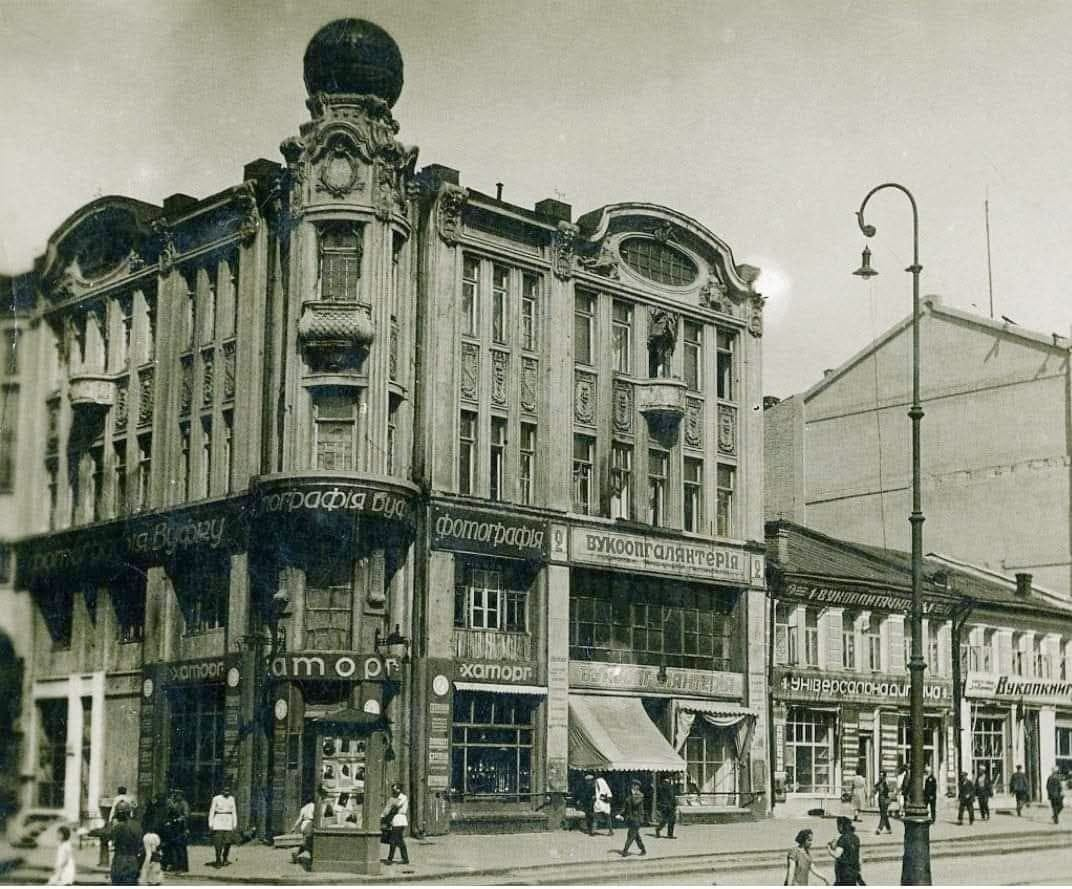
Вивіска "Фотографія ВУФКУ" у Дніпрі, на будинку Грановського.

ВУФКУ підписує угоди по співробітництво з Туреччиною і починає переговори з фірмами «Кодак» (Kodak) та «Пате» (Pathe). Але економічна блокада, яку тримають західні країни проти СРСР, призводить до важких умов для кіновиробників. За нові фільми їм пропонують лише чисту плівку.
Виробництво фільмів починається 23 вересня 1922 року, а на регулярній основі лише з 15 червня 1923 року після надходження з Німеччини плівки та хімікатів. ВУФКУ розбиває Україну на райони: Київський, Одеський та Харківський. Важливу роль на шляху становлення ВУФКУ грають перші адміністратори українського радянського кіновиробництва Георгій Тасін, Павло Нечеса, Захар Хелмно, Михайло Капчинський.
Кінофабрика ВУФКУ в Одесі запрошує на роботу актора та режисера Миколу Салтикова, операторів Євгена Славінського та Луї Форестьє. До постановки готують фільм «Шведський сірник» за Чеховим. Кінофабрика ВУФКУ в Ялті користуючись приїздом в Крим на лікування Володимира Гардіна, запрошує на роботу його та його команду. За перші три місяці співпраці він ставить два перші фільми студії.
Тим часом економічна ситуація погіршується у зв'язку з масовим закриттям кінозалів через підвищення податків. Державна монополія та непомірні податки гальмують роботу студій (у Криму навіть діяла подвійна монополія московського «Госкіно» та ВУФКУ). З приходом НЕПу та вільного ринку республікам надається прокатна монополія. Починаючи з 1923 року, ВУФКУ зберігає ексклюзивніть кінопрокату, з чого має прибуток від власної продукції (від 12 % у 1924 році до 34 % у 1927 р.). Прокатом займаються і націоналізовані, й приватні компанії (такі як «Біліані і К°», «Елін», «Донатель», «Левін і К°»), вони ведуть нещадну конкуренцію за вплив на закордонні фірми. 1924 року ВУФКУ взяла контроль над тиражуванням контратипів, ліквідовуючи тим самим систему підпрокату.

### Зростання виробництва
Щойно нова фіскальна політика призводить до зниження податків, починає зростати кількість кінозалів. Протягом 1924—1925 рр. число кінозалів зросло зі 110 до 714, у період з 1925 по 1927 кількість кіноустановок по селах зросла з 215 до 715. На липень 1927 в Україні діяло вже 1646 стаціонарних кінотеатрів та 15 залізничних пересувних, з них 648 були комерційними, 998 — культ-освітніми.
Поліпшені кіноапарати КОК закуповують у компанії «Пате», частково виробляють і самі (у 1925 р. їх виробили 120 шт.). До складу кіноустановок входять кіноекран, кіноапарат для демонстрації фільмів, комплект запасних ламп (125 шт. по 25 амперів кожна). Кінопоказ відбувається безкоштовно, доправлення кінопрограм теж безкоштовне, а в 1929 році експлуатацію кіноустановок віддають під контроль сільськогосподарської мережі. На цей же рік зареєстровано 2336 кіноустановок в Україні, у ВУФКУ працює вже близько тисячі творчих, інженерно-технічних працівників та обслуговчого персоналу. У ці ж роки створюється два нових заводи для потреб кіноіндустрії: оптико-механічний КІНАП у Одесі та з виготовлення кіноплівки «Свема» в Шостці.
На студії ВУФКУ запрошують працювати талановитих письменників із впливових літературних угруповань «Гарт» і «Плуг» для створення нового репертуару — Юрія Яновського, Василя Радиша, Майка Йогансена, Григорія Косинку, Олеся Досвітнього, Володимира Ярошенка, Ісаака Бабеля, Олександра Корнійчука. На оголошений сценарною радою заклик звідусіль почали надходити рукописи сценаріїв — впродовж лише одного року надійшло близько 1300 сценаріїв переважно від невідомих авторів, позбавлених будь-якої мистецької чи громадсько-політичної цінності.
Зростає кількість власних вироблених кінофільмів: у 1922 р. їх були лише три, а у 1928 — аж 36. Впродовж 1928—1929 рр. до прокату потраплять 30 ігрових повнометражних та 38 культурно-освітніх стрічок, які подивляться 16 мільйонів 890 тис. глядачів (на той час кіностатистика вважала оптимальним прокатом якого-небудь бойовика два мільйона проданих квитків).
У 1925 році створюється конфліктна ситуація навколо національних кінематографів республік, що входять до складу СРСР. Одночасно з подовженням монополій на прокат, запроваджується низка внутрішніх митних кордонів між республікам Союзу. Комісаріати народної освіти, до компетенції яких входить добір фільмів для прокату, насамперед цікавляться фільмами, що відповідають їхнім особистим критеріям і мовою, якою написані титри. Починається перебудова кіноорганізацій, яка характеризується суворішим контролем над місцевими управліннями, спрямованим на їх тотальне відчуження. У цьому ж році «Совкіно» (створене на базі об'єднання російських кінофірм) отримує монополію прокату, експорту і ввезення кінокартин. Встановлюються квоти: за 20 російських картин, продемонстрованих в Україні, українських у Росії показують лише 6. Якісні фільми, замовлені ВУФКУ, згодом забороняє московський Репертком.
ВУФКУ вирішує вести власну репертуарну політику. Воно відмовляє або відкладає імпорт російських картин (як, наприклад, це сталося з відомою стрічкою Сєрґєя Ейзенштейна «Броненосець „Потьомкін“»). Через три роки ВУФКУ діяльності стає другою за потужністю державною кінофірмою в СРСР після «Совкіно», якщо взяти за економічній критерій принцип самофінансування.
Відбувається низка компрометуючих обидві сторони попереджень, але й надалі ситуація не поліпшується: Держкіно та ВУФКУ іґнорують один одного роками. Не поліпшує ситуацію і угода, підписана 25 травня 1927 року між ВУФКУ й Держкіном про обмін фільмами — такі великі українські фільми, як «Боротьба велетнів», «Гамбург», «Укразія», «Два дні» чи «Нічний візник», що були показані в західноєвропейських державах, не потрапляють на російські екрани навіть після цієї угоди. У 1924—1925 рр. українські стрічки становили 7 % у касових надходженнях російських кінозалів, у 1927 — 39 %, в 1928 — 20 % від усієї радянської кінопродукції.
Наприкінці 1927 року керівник ВУФКУ Олександр Шуб прогнозував, що в найближчі роки Україна доведе кіновиробництво до ста фільмів на рік. Економіка спиралася не тільки на внутрішній ринок, а й на зарубіжний — було укладено угоди з усіма кіноорганізаціями союзних республік, планувалося друкувати по 70 копій кожного фільму. Бракувало плівки: те, що завозилося з-за кордону, розподілялось так: Совкіно — 65 %, ВУФКУ — тільки 20 %. Але це не зупиняло керівників української кіногалузі: «Усі фактори говорять про те, що Україна через свої природні, технічні й матеріальні можливості протягом найближчих років стане центром радянської кінематографії», — писав журнал"Кіно".
Українське фільмовиробництво до 1926 року було зосереджене на Одеській та Ялтинській студіях. 1 грудня 1928 року почала роботу Київська кінофабрика, яка в 1929 році мала випустити 11 художніх та 37 повнометражних культурфільмів.

### Міжнародний резонанс
ВУФКУ запрошувало до Києва зарубіжних кінодіячів. Журнал «Кіно» повідомив у листопаді 1927 року про приїзд відомого французького кінокритика й теоретика кіно Леона Муссінака. Зарубіжні колеги радили українським кінематографістам орієнтуватися на світовий кіноринок. Як свідчив Євген Деслав, кореспондент журналу в Парижі, за дату виходу українського кіно на міжнародний форум треба вважати другу половину 1927 року — відтоді з'являється регулярна інформація про українське кіно в закордонній пресі.
1926 року Україна стає другим після США кінопостачальником для Німеччини. 1927 року ВУФКУ надіслало до Парижа і Берліна фільми «Тарас Трясило», «Сорочинський ярмарок», «Микола Джеря», «Свіжий вітер», «Алім», «Мандрівні зорі», «Сумка дипкур'єра», «П. К. П. / Пілсудський купив Петлюру».
Реакція ділових кіл була сприятливою: низка французьких, німецьких, австрійських та чеських фірм виявили бажання закупити українські фільми для свого прокату, журнали різних країн друкували двотижневі огляди поточної продукції ВУФКУ. Міжнародний альманах «Все кіно» за 1927 рік мав адреси всіх філій ВУФКУ, інформацію та статистику українського кіно. У 1928 році для фірми Пате-Норд (Pathe-Nord) закуплено 13 фільмів відомих вже в Україні режисерів Петра Чардиніна, Григорія Гричер-Чериковера, Георгія Тасіна, Георгія Стабового, Ф.Лопатинського, Павла Долини, Марка Терещенка, Дзиґи Вертова, Олександра Довженка.
З 1929 року ВУФКУ експортує до США, Німеччини, Франції, Японії свої перші великі фільми — «Отаман Хміль», «Слюсар і канцлер», «Остап Бандура». На зароблені від продажу кошти є змога закуповувати матеріали, чисту плівку та нові фільми. Тоді як «Совкіно» за 1926 рік від закордонного прокату одержало більше 1 мільйона карбованців, ВУФКУ прогнозувало: «Сто картин на рік, хоч би й не цілком використаних на закордонному ринкові, дадуть українській кінематографії кілька мільйонів валютою» (журнал «Кіно», 1927, № 18).
Кореспондентами друкованого органу ВУФКУ журналу «Кіно» стають у Парижі Євген Деслав, у Нью-Йорку і Канаді — Мирослав Ірчан, у Відні Лео Кац. Вони надсилають свої репортажі в Україну, де їх включають до жорстко контрольованих партією кінохронік «Маховик» (1924—1925 рр.), «Хроніка ВУФКУ» (1925 р.), «Кінотиждень» (1924—1929 рр.).
Дякуючи тому, що Українська РСР на довгий час зуміла зберегти свої дипломатичні представництва та торгпредства за кордоном, українські фільми мали можливість демонструватися на виставках та кінематографічних заходах у Лецпцизі, Мілані, Парижі, Кеніґсберзі, Відні, Празі, Марселі, Кельні, Мадриді. Українське кіновиробництво було предметом зацікавленості австрійських істориків та Празького кіномузею. Повсюди були публікації про ВУФКУ. Відомі люди Франції регулярно пишуть про українське кіно: Анрі Барбюс, Леон Муссінак, Рене Маршан, Євген Деслав. Останній навіть створив філіал «Товариства друзів радянського кіна» «Друзі українського кіна» й рекламує фільми, незважаючи на відсутність справжніх ринків збуту внаслідок ізоляції радянських країн.
В 1927 році нарком освіти Микола Скрипник під час свого візиту до Французької республіки навіть намагався встановити прямі культурні зв'язки між Радянською Україною та Францією. Український нарком намагався дати якомога більше інформації щодо фільмів ВУФКУ, які занадто часто вважали російською продукцією.

### Занепад та знищення ВУФКУ
Розмови про централізованого управління кінематографом єдиним всерадянським трестом та передачу кінематографу з юрисдикції Народного комісаріату просвіти до Вищої ради народного господарства (ВРНГ) розпочалися ще в грудні 1927 року на Першій всесоюзній нараді з питань кіно. У відповідь на це 30 січня 1928 року було скликано Першу українську партійну кінонараду, на якій делегати в тому числі нарком освіти УСРР Микола Скрипник та керівник ВУФКУ Олександр Шуб дали відсіч ініціативам всесоюзної наради. Олександр Шуб також опротестовує ці наміри на сторінках журналу «Кіно»: «Ясно, що ставити питання про об'єднання всіх національних кіноорганізацій під одним керівництвом, ставити цю справу так і розв'язувати її легким рухом руки, як це намагається тов. Луначарський, — це все одно, що ставити питання про об'єднання під єдиним керівництвом шкільної справи всіх національних республік. Встановлення якоїсь одности керування всією союзною кінематографією призведе до руйнування цієї дільниці національної культури, до гегемонії одної кіноорганізації над усіма іншими» (1927, № 21 — 22).
Проте в березні 1928 р. після Всесоюзної партійної кінонаради керівництво ВУФКУ було змінено, Олександра Шуба було замінено на Івана Воробйова. 1929 рік стає роком великого перелому, в кіно України згортаються досягнуті за сім років діяльності ВУФКУ успіхи — як творчі, так і економічні. Відбуваються численні реорганізації на кіностудіях, розсилаються циркуляри, в яких головними пунктами є ідеологічна точність, культурна революція, комсомолізація та пролетаризація, а також контроль над спільним виробництвом з закордоном. Називають реакціонерами, знудьгованими за дореволюцийним кіном Піонерів, які підняли ВУФКУ — Петра Чардиніна, Акселя Лундіна, Пантелеймона Сазонова. Звільняють молодого редактора — Юрія Яновського. Початок кінця золотої доби українського відродження у кіно був покладений.
9 листопада 1930 року рішенням Президії ВРНГ ВУФКУ скасовується як українська державна установа. 13 грудня 1930 року на базі ВУФКУ створюється державний український трест кінопромисловості «Українафільм», який перебуває у розпорядженні ВРНГ, входить до складу всесоюзного кіно-фото об'єднання «Союзкіно» (яке виникає на залишках «Совкіно») і художньо підпорядковується Наркомосу України. Формальне підпорядкування Наркомосу України тривало до 1933 року (рік прийняття постанови Раднаркому СРСР «Про організацію головного управління кінофотопромисловості при Раднаркомі СРСР»).

## Основні напрямки діяльності ВУФКУ

### Ігрове кіно
У період з 1921 по 1929 роки в Україні розквітає справжнє національне кіномистецтво на чолі з режисерами Лесем Курбасом, Володимиром Гардіним, Петром Чардиніним, Георгієм Тасіним, Георгієм Стабовим, Фавстом Лопатинським, Марком Терещенком, Дзиґою Вертовим, Олександром Довженком, Іваном Кавалерідзе, Арнольд Кордюм.
Через брак кваліфікованих режисерів та технічного персоналу впродовж певного часу українське кіновиробництво виглядає не вельми непрофесійним. Державний технікум кінематографії, підпорядкований ВУФКУ, ще не в змозі наситити національну кіноіндустрію фахівцями. Друкований орган ВУФКУ журнал «Кіно» повідомляв, що на базі Одеського кінотехнікуму буде створено кіноінститут та відділення кіно-фото-театру в Київському художньому інституті. Тому ВУФКУ змушене запрошувати до себе на студії визначних діячів російського кінематографу. У Ялті улаштовуються режисер Володимир Гардін та оператор Борис Завєлєв, актори Микола Панов, Олег Фреліх, Зінаїда Баранцевич, Іван Худолєєв. Петро Чардинін, Микола Салтиков та оператор Євген Славинський оселяються у Одесі. Упродовж кількох літ ці люди стимулюватимуть кіновиробництво національного та європейського спрямування, з більшовіцькою домінантою.
Володимир Гардін, уже сформований режисер, який мав понад 30 поставлених ще до революції картин, за два роки здійснює декілька постановок для ВУФКУ: 1922 року «Остання ставка містера Енніока», 1923 р. «Привид блукає Європою», 1924 р. «Поміщик», «Слюсар і канцлер», «Отаман Хміль» та «Остап Бандура». ВУФКівський контракт з Володимиром Гардіним перерветься несподівано, у період його підготовки до знімання «Тараса Бульби».
Петро Чардинін мав понад 200 поставлених ще до революції картин, визнаний найкомпетентнішим та найпомітнішим російським режисером, основоположник українського та російського кінематографу, зняв для ВУФКУ на Одеській кіностудії 16 картин, серед яких найяскравіші «Укразія» (1925), «Тарас Шевченко» (1926), «Тарас Трясило» (1927).
Винятком є робота для ВУФКУ театрального режисера, українця Леся Курбаса, який розпочав цікавитися кіномистецтвом у 1924—1925 роках. Впродовж цих років Курбас разом з найближчими співпрацівниками Олексієм Ватулею, Павлом Долиною, Поліною Нятко, Фавсом Лопатинським та Вадимом Меллером знімає свої фільми «Шведський сірник», «Вендетта» (сценарій М. Борисова та Георгія Стабового), «Макдональд» та «Арсенальці».
Починаючи з 1925 року, ВУФКУ запрошує до співпраці також німецьких кінематографістів: операторів Маріуса Гольдта та Йозефа Рону, декораторів Гайнріха Вайзенгерца, Гаакера, Ойстховського для Одеської кінофабрики, Миколу Фаркаша та Г.Рейнгольдта для Ялтинської. Короткий час також працює на Одеської кінофабриці запрошений з Туреччини режисер Ертугрула Мухсін-Бей (ставить фільм «Спартак») та Олександр Грановський, засновник єврейського театру в Росії, який знімає на Одеській кінофабриці фільм «Єврейське щастя» на замовлення «Совкіно» за американського фінансування.
Після 1926 року відбувається інтенсивне залучення до роботи всього українського творчого потенціалу — письменників, журналістів, драматургів, фотографів, художників-декораторів. Планується створення спецфонду сценаріїв на основі українських творів до- та післяреволюційного періоду та зарубіжної літератури, ідеологічно бездоганних та заздалегідь схвалених владою. Стежити за відбором матеріалу доручено літературно-художній раді, до складу якої входять представники партії, профспілок, комісаріатів наросвіти, гігієни, преси, а також «Товариства друзів радянського кіна». Встановлюючи ідеологічний нагляд, партія спрямовує кіновиробництво у бік засудження незалежницьких кіл. Так з'являються замовлені ВУФКУ низькопробні фільми «П. К. П. / Пілсудський купив Петлюру» Георгія Стабового та Акселя Лундіна, «Трипільська трагедія», знята Олександром Анощенко, про звірства петлюрівців. З'являється низка аґітмелодрам, серед яких «Синій пакет» Фавста Лопатинського, «Ордер на арешт» Георгія Тасіна.
Після періоду відносно короткого формування ВУФКУ доводить, що опанувало систему планування кіновиробництва. Кошториси повнометражних картин зменшуються завдяки ефективності такої планової роботи (наприклад, у 1925 році кошторис в середньому становив 103 тисяч карбованців, а у 1926 вже 69 тис.). Половина сценаріїв пишеться штатними письменниками. Письменники започаткували тематичну низку сценаріїв, на основі яких були зняті фільми про безробіття та страйки у західноєвропейських країнах — «Боротьба велетнів» Віктора Туріна, «Гамбург» Володимира Баллюзека. Цей революційний та інтернаціональний дух буде ще довго пронизувати усе радянське кіно. Були популярними й теми колективізації («Вбивство сількора Малиновського» Пантелеймона Сазонова), сирітства («Марійка» Акселя Лундіна), шпигуноманії («Підозрілий багаж» Георгія Гричер-Чериковера, «Справа № 128» Арнольда Кордюма), розваги та екзотика («Герой матчу» Л. Константиновського, «Алім» Георгія Тасіна). Не залишається й осторонь ВУФКУ у екранізації класиків літератури. Так з'являються «Микола Джеря» (за Іваном Нечуєм-Левицьким) й «Навздогін за долею» (за Михалом Коцюбинським) М. Терещенка, «Сорочинський ярмарок» (за Миколою Гоголем) Георгія Гричера-Чериковера, «Королі воску» (за твором Івана Франка «Борислав сміється») Йозефа Рони. Оволодіння сучасною проблематикою в українському кінематографі відбувається повільніше, ніж у літературі чи образотворчому мистецтві. Тільки 1927 року з'являються картини на тему сьогодення, де часом поряд, не розділеними стоять виробнича та любовна лінії («Вибух» Пантелеймона Сазонова, «Цемент» Володимира Вільнера). Боротьба з капіталізмом також часто-густо переплетена з любовними інтригами, як у фільмі «Тіні Бельведера» Олександра Анощенка чи «Каламуть» Георгія Тасіна.
1927 та 1928 роки відзначені появою фільмів-шедеврів, що здобули світову славу та міжнародне визнання: «Два дні» (1927) Георгія Стабового, знятий на Ялтинській кінофабриці та «Звенигора» Олександра Довженка, знята на Одеській кінофабриці. Враження американських критиків «Таймсу» від фільму Георгія Тасіна «Два дні», що демонструвався в Нью-Йорку: «Мистецький бік фільму не був надто навантажений пропагандою, як ми могли б сподіватися з країни Сталіна. (…) Фільм „Два дні“ відрізняється від усіх інших радянських фільмів, які ми бачили, тим, що він концентрує драматизм не на масі, а на індивідуумі».
У цей же період для ВУФКУ працює Дзиґа Вертов, ставлячи документальну картину «Одинадцятий» про спорудження гідроелектростанції. Леонід Могилевський (Леонід Моґі) ставить на основі 40 тис. метрів хроніки про революційні події фільм «Як це було» у 1928 р. та «Документ епохи», де використані невідомі загалу кадри хроніки про вхід білогвардійців до Києва, проголошення УНР 1918 року та бенкет у гетьмана. Він же разом з О.Довженком організовує першу в Україні кінотеку, до якої входять 350 негативів ВУФКУ та приблизно 2100 копій радянських та закордонних фільмів.
Двічі для екранізації своїх сценаріїв до України приїздить Володимир Маяковський, спершу 1922 року, потім між 1926 та 1928 роками. Але як і у Росії, він стикається у ВУФКУ з нерозумінням і нерішучістю директорів, не знаходить режисера, здатного екранізувати його новаторські сценарії. 10 сенаріїв ВУФКУ замовило Маяковському, і лише 2 з них екранізувало, заздалегідь вихолостивши сатиричні елементи. Це дитячі фільми «Троє» О.Соловйова та «Октябрюхов і Дєкабрюхов» Олексія Смирнова та Олександра Смирнової-Іскандер.
За 1928—1929 роки було знято ще багато фільмів, найяскравішими з яких є «Проданий апетит» М.Охлопкова, «Джіммі Гіґґінс» та «Нічний візник» Георгія Тасіна, «Арсенал» Олександра Довженка, «Людина з кіноапаратом» Дзиґа Вертова та «Злива» Івана Кавалерідзе. Помітною темою у фільмах ВУФКУ є емансипація жінки. Її розкрито у фільмах «Студентка» Олексій Каплер, «Мертва петля» Олександра Перегуди та «Велике горе маленької жінки» Марка Терещенка.

### Неігрове кіно
За роки свого існування ВУФКУ випускало хронікальні кіно-журнали «Маховик» (1924—1925 рр.), «Хроніка ВУФКУ» (1923—1955 рр.), «Кінотиждень ВУФКУ» (1927—1929 рр.), «Кіножурнал» (1929—1930 рр.).
Якщо «Маховик» виходив щомісяця, його послідовник кіножурнал «Кінотиждень» — вже щотижня. В 1927 «Кінотиждень» виходив 44 рази, в 1928 — 52, в 1929 — 70, в 1930 — 68. Із 1929 р. кіножурнал змінив назву — перші 17 випусків вийшли під назвою «Кінотиждень», решта — до кінця діяльності ВУФКУ — під назвою «Кіножурнал».
ВУФКУ також випустили кілька документальних фільмів, зокрема «Голод і боротьба з ним» (1922), «Дніпробуд» (1927), «Землетрус в Ялті» (1928), «Одинадцятий» (1928), «Документи епохи» (1929).
«Кіножурнал» продовжить своє існування і після розформування ВУФКУ та виникнення на його місці українського тресту кінопромисловості «Українфільму». В 1931 році виходить ще 60 випусків «Кіножурналу».

### Культурфільми
Культурфільмам (науково-популярним, просвітницько-виховним, виробничим фільмам) надається особливе значення у ВУФКУ.
Більша частина кіновиробництва на початку діяльності ВУФКУ (не менше 165 стрічок упродовж трьох перших років) припадає на науково-популярні, сільськогосподарські, антирелігійні, навчально-інструктивні та санітарно-освітні стрічки. Від 1922 року для демонстрації таких фільмів навіть облаштовуються спеціальні зали, а у звичайних залах будь-який сеанс обов'язково складається з ігрового фільму, хронікальної стрічки та культурфільму.
Фільми створені таким чином, щоб їх розуміли малограмотні та неписьменні. ВУФКУ регулярно запрошували на міжнародні конференції, присвячені науково-популярному кіно. Завдяки цьому й українські стрічки мають можливість експортуватись за кордон (наприклад «Сказ і боротьба з ним» Д. Волжина для Інституту Пастера або «Асканія-Нова» Георгія Тасіна, яка була премійована 1925 року в Парижі).
В грудневому номері журналу «Кіно» за 1926 рік Гліб Затворницький виділяв три основні види культурфільмів: шкільний фільм, науково-популярний та кінохроніка.

### Анімаційна кінематографія
ВУФКУ також дає дорогу молодим аніматорам. Ще 1926 року ВУФКУ організовує анімаційний комбінат на чолі з В'ячеславом Левандовським та Володимиром Дев'ятніним та з їхніми художниками-фазувальниками Сімкою Гуєцьким, Є. Горбачем, Іполітом Лазарчуком. Для кіножурналів, які супроводжували показ фільмів, комбінат створює фільм про вивчення української мови «Українізація» (реж. Володимир Дев'ятнін), «Казку про солом'яного бичка» та «Казку про Білочку-хазяєчку та Мишку-лиходієчку» (реж. В'ячеслав Левандовський).
Для створення своїх робіт В'ячеслав Левандовський винаходить автоматичний олівець — далекого передвісника компьютерної анімації. Згодом його запрошують до Москви і він не завершить ще один свій анімаційний фільм «Тук-тук на полюванні». У 30-ті роки він візьме участь у створенні «Союзмультфільму». У 1929 році аніматори Б.Зейлінгер, Г.Злочевський та Д.Муха ставлять перший в Україні об'ємний анімаційний фільм «Варення з полуниць». Ще один українець за походженням Олександр Птушко опиняється у Москві, де створить першу у світі повнометражну лялькову анімаційну стрічку «Новий Гулівер».

### Розвиток кінопреси та кінокритики
В 1925 році ВУФКУ починають видавати часопис «Кіно», який поступово перетворюється на головний друкований орган української кінематографії. Журнал видається спочатку в Харкові, з 1927 року — в Києві. В 1926 році видання виходить раз на місяць, з 1927 року — двічі на місяць. Його тираж доясягає рекорду для української періодики того часу №  18 тисяч екземплярів.
В 1927 році поруч з «Кіно» ВУФКУ тиражем 5 тисяч екземплярів видає газету «Кіно-Тиждень», призначену для розповсюдження в сільських клубах та кінотеатрах. Однак через свій рекламний характер вона не мала популярності і припинила своє існування того ж року. Крім цього в Україні того часу про кіно пишуть «Зритель» (Одеса, 1922), «Фото-кіно» (Харків, 1922—1923), «Силуети» (Одеса, 1922—1923), «Екран» (Харків, 1923), «Кіно-Газета» (Київ, 1928—1932), «Юголеф» (Одеса, 1924—1925).
Дуже активною є діяльність кінокритиків: Миколи Бажана (основоположника української кінокритики за редактора журналу «Кіно»), Олександра Вознесенського, Олексія Полторацького, Леоніда Скрипника, Гліба Затворницького, Дмитра Бузька, Миколи Лядова. Вони обґрунтовано та своєчасно піднімають питання та розпочинають дебати щодо естетичних та ідеологічних концепцій Сьомого Мистецтва.
Виходить значна кількість монографій та досліджень на зламі 30-х років: «Нариси з теорії мистецтва» Леоніда Скрипника, «Кіно — зброя мас» Д. Батурова, «Що таке кіно?» Ю. Кривіна, «Живе кіно» та «Три оператори» Миколи Ушакова, «Найважливіше з мистецтв» М. Буша, «Мистецтво екрана» О.Вознесенського, «Звукове кіно» Й. Сивого, «Трюки в кіні» Миколи Вороного, «Закордонне кіно» О. Фомічової, «Кіно на селі» К. Солодаря, «Народження українського радянського кіна» Якова Савченка, «Голлівуд на Чорному морі» Юрія Яновського, «Актори і продюсери» Павла Нечеси, «Записки кінорежисера» Соломона Ореловича, «Олександр Довженко» Миколи Бажана.

## Фільмографія ВУФКУ

### Список ігрових фільмів ВУФКУ
| Назва                                                                   | Режисер                                                                    | Рік  | Назва кіностудії                                            |
| ----------------------------------------------------------------------- | -------------------------------------------------------------------------- | ---- | ----------------------------------------------------------- |
| Шведський сірник / Дворянське болото / Походеньки корнета Кляузова      | Лесь Курбас                                                                | 1922 | Перша кінофабрика ВУФКУ                                     |
| Остання ставка містера Енніока / Двобій                                 | Володимир Гардін                                                           | 1922 | Друга кінофабрика ВУФКУ                                     |
| Привид ходить по Європі                                                 | Володимир Гардін                                                           | 1923 | Друга кінофабрика ВУФКУ                                     |
| Магнітна аномалія                                                       | Петро Чардинін                                                             | 1923 | Перша кінофабрика ВУФКУ                                     |
| Не спійманий — не злодій / Кандидат у президенти                        | Петро Чардинін                                                             | 1923 | Перша кінофабрика ВУФКУ                                     |
| Потоки / Потік / Подих нового життя                                     | Микола Салтиков                                                            | 1923 | Перша кінофабрика ВУФКУ                                     |
| Отаман Хміль / Хміль / Історія однієї сім'ї                             | Володимир Гардін                                                           | 1923 | Перша та Друга кінофабрика ВУФКУ                            |
| Поміщик / Тиран                                                         | Володимир Гардін                                                           | 1923 | Перша та Друга кінофабрика ВУФКУ                            |
| Прицвяховані                                                            | Микола Салтиков                                                            | 1923 | Перша та Друга кінофабрика ВУФКУ                            |
| Слюсар і канцлер / Канцлер і слюсар                                     | Володимир Гардін , Ольга Преображенська                                    | 1923 | Перша та Друга кінофабрика ВУФКУ                            |
| Хазяїн чорних скель                                                     | Петро Чардинін                                                             | 1923 | Перша та Друга кінофабрика ВУФКУ                            |
| Аристократка (Маховик № 1)                                              | Василь Ковригін                                                            | 1924 | Перша кінофабрика ВУФКУ                                     |
| Вендета / Око за око (Маховик № 1)                                      | Лесь Курбас                                                                | 1924 | Перша кінофабрика ВУФКУ                                     |
| Від темряви до світла                                                   | Микола Салтиков                                                            | 1924 | Перша кінофабрика ВУФКУ                                     |
| За чорне золото (Маховик № 1)                                           | Аксель Лундін                                                              | 1924 | Перша кінофабрика ВУФКУ                                     |
| Лісовий звір                                                            | Аксель Лундін                                                              | 1924 | Перша кінофабрика ВУФКУ                                     |
| Макдональд / Пригоди Макдональда /Історія однієї угоди (Маховик № 1)    | Лесь Курбас                                                                | 1924 | Перша кінофабрика ВУФКУ                                     |
| Октябрина (Маховик № 1)                                                 | Георгій Тасін                                                              | 1924 | Перша, Друга кінофабрика та Харківська знімальна база ВУФКУ |
| Руки геть від Китаю (Маховик № 1)                                       | Микола Салтиков                                                            | 1924 | Перша кінофабрика ВУФКУ                                     |
| Ряба теличка (Маховик № 1)                                              | Пантелеймон Сазонов, В.Тезавровський                                       | 1924 | Перша кінофабрика ВУФКУ                                     |
| Сон Товстопузенка (Маховик № 1)                                         | Олександр Перегуда                                                         | 1924 | Перша кінофабрика ВУФКУ                                     |
| Остап Бандура                                                           | Володимир Гардін                                                           | 1924 | Перша та Друга кінофабрика ВУФКУ                            |
| Червона армія                                                           | А. Строєв                                                                  | 1924 | Харківська знімальна база ВУФКУ                             |
| Арсенальці («Червоний Арсенал»)                                         | Лесь Курбас                                                                | 1925 | Перша кінофабрика ВУФКУ                                     |
| Бармашиха                                                               | В.Тезавровський                                                            | 1925 | Перша кінофабрика ВУФКУ                                     |
| Винахідник (Маховик)                                                    | Петро Чардинін                                                             | 1925 | Перша кінофабрика ВУФКУ                                     |
| Гасла восьми жовтнів                                                    | Георгій Тасін                                                              | 1925 | Перша кінофабрика ВУФКУ                                     |
| Генерал з того світу                                                    | Петро Чардинін                                                             | 1925 | Перша кінофабрика ВУФКУ                                     |
| Димівка / Сількор Малиновський / Вбивство сількора Малиновського        | Пантелеймон Сазонов                                                        | 1925 | Перша кінофабрика ВУФКУ                                     |
| Марійка                                                                 | Аксель Лундін                                                              | 1925 | Перша кінофабрика ВУФКУ                                     |
| Радянське повітря (Маховик № 3)                                         | Лев Шеффер                                                                 | 1925 | Перша кінофабрика ВУФКУ                                     |
| Сіль (Маховик № 3)                                                      | Петро Чардинін                                                             | 1925 | Перша кінофабрика ВУФКУ                                     |
| Укразія / 7+2                                                           | Петро Чардинін                                                             | 1925 | Перша кінофабрика ВУФКУ                                     |
| Беня Крик / Кар'єра Бені Крика                                          | Володимир Вільнер                                                          | 1926 | Перша кінофабрика ВУФКУ                                     |
| Блукаючі зірки                                                          | Григорій Гричер-Чериковер                                                  | 1926 | Перша кінофабрика ВУФКУ                                     |
| Боротьба велетнів / Машина двох світів                                  | Віктор Турін                                                               | 1926 | Перша кінофабрика ВУФКУ                                     |
| Вася-реформатор                                                         | Олександр Довженко                                                         | 1926 | Перша кінофабрика ВУФКУ                                     |
| Вибух                                                                   | Пантелеймон Сазонов                                                        | 1926 | Перша кінофабрика ВУФКУ                                     |
| Гамбург / В ім'я демократії / Червоне братерство / Історія однієї втечі | Володимир Баллюзек                                                         | 1926 | Перша кінофабрика ВУФКУ                                     |
| Життя Тараса                                                            | Петро Чардинін                                                             | 1926 | Перша кінофабрика ВУФКУ                                     |
| За лісом / Буряк / Буряк допоміг                                        | Арнольд Кордюм                                                             | 1926 | Перша кінофабрика ВУФКУ                                     |
| Микола Джеря                                                            | Марко Терещенко, Йозеф Рона                                                | 1926 | Перша кінофабрика ВУФКУ                                     |
| Панич із Старостіна                                                     | С. Мітрич                                                                  | 1926 | Перша кінофабрика ВУФКУ                                     |
| Підозрілий багаж / Апельсини з Хімвугілля                               | Григорій Гричер-Чериковер                                                  | 1926 | Перша кінофабрика ВУФКУ                                     |
| П. К. П. / Пілсудський купив Петлюру                                    | Аксель Лундін, Геогрій Стабовий, Ертугрул Мухсін-Бей                       | 1926 | Перша кінофабрика ВУФКУ                                     |
| Свіжий вітер                                                            | Геогрій Стабовий                                                           | 1926 | Перша кінофабрика ВУФКУ                                     |
| Синій пакет                                                             | Фавст Лопатинський                                                         | 1926 | Перша кінофабрика ВУФКУ                                     |
| Спартак                                                                 | Ертугрул Мухсін-Бей                                                        | 1926 | Перша кінофабрика ВУФКУ                                     |
| Справа № 128 / Стерта сторінка / Шпигун                                 | Арнольд Кордюм                                                             | 1926 | Перша кінофабрика ВУФКУ                                     |
| Тарас Трясило                                                           | Петро Чардинін                                                             | 1926 | Перша кінофабрика ВУФКУ                                     |
| Тарас Шевченко                                                          | Петро Чардинін                                                             | 1926 | Перша кінофабрика ВУФКУ                                     |
| У пазурах радянської влади / Пригоди фабриканта                         | Пантелеймон Сазонов                                                        | 1926 | Перша кінофабрика ВУФКУ                                     |
| Ягідка кохання / Перукар Жан Ковбасюк / Одруження Капки                 | Олександр Довженко                                                         | 1926 | Перша кінофабрика ВУФКУ                                     |
| Алім                                                                    | Георгій Тасін                                                              | 1926 | Друга кінофабрика ВУФКУ                                     |
| Герой матчу                                                             | Л. Константиновський                                                       | 1926 | Друга кінофабрика ВУФКУ                                     |
| Ордер на арешт / Лакеї                                                  | Георгій Тасін                                                              | 1926 | Друга кінофабрика ВУФКУ                                     |
| Тіні Бельведера / Маску зірвано                                         | Олександр Анощенко                                                         | 1926 | Друга кінофабрика ВУФКУ                                     |
| Трипільська трагедія                                                    | Олександр Анющенко                                                         | 1925 | Друга кінофабрика ВУФКУ                                     |
| Борислав сміється                                                       | Йозеф Рона                                                                 | 1927 | Перша кінофабрика ВУФКУ                                     |
| Василина                                                                | Фавст Лопатинський                                                         | 1927 | Перша кінофабрика ВУФКУ                                     |
| Гонорея                                                                 | Михайло Шор                                                                | 1927 | Перша кінофабрика ВУФКУ                                     |
| Два дні                                                                 | Геогрій Стабовий                                                           | 1927 | Перша кінофабрика ВУФКУ                                     |
| Звенигора                                                               | Олександр Довженко                                                         | 1927 | Перша кінофабрика ВУФКУ                                     |
| Капелюх                                                                 | Мирон Білинський                                                           | 1927 | Перша кінофабрика, Одеський державний кінотехнікум ВУФКУ    |
| Лісова людина                                                           | Геогрій Стабовий                                                           | 1927 | Перша кінофабрика ВУФКУ                                     |
| Мітя                                                                    | Микола Охлопков                                                            | 1927 | Перша кінофабрика ВУФКУ                                     |
| Млин на узліссі                                                         | Вадим Юнаковський                                                          | 1927 | Перша кінофабрика, Одеський державний кінотехнікум ВУФКУ    |
| Навздогін за щастям                                                     | Марко Терещенко                                                            | 1927 | Перша кінофабрика ВУФКУ                                     |
| Непереможені                                                            | Арнольд Кордюм                                                             | 1927 | Перша кінофабрика ВУФКУ                                     |
| Не по дорозі                                                            | Марко Терещенко                                                            | 1927 | Перша кінофабрика ВУФКУ                                     |
| Примха Катерини ІІ                                                      | Петро Чардинін                                                             | 1927 | Перша кінофабрика ВУФКУ                                     |
| Сорочинський ярмарок                                                    | Григорій Гричер-Чериковер                                                  | 1927 | Перша кінофабрика ВУФКУ                                     |
| Сумка дипкур'єра                                                        | Олександр Довженко                                                         | 1927 | Перша кінофабрика ВУФКУ                                     |
| Тамілла                                                                 | Ертугрул Мухсін-Бей                                                        | 1927 | Перша кінофабрика ВУФКУ                                     |
| Цемент                                                                  | Володимир Вільнер                                                          | 1927 | Перша кінофабрика ВУФКУ                                     |
| Черевички (Ніч перед Різдвом)                                           | Петро Чардинін                                                             | 1927 | Перша кінофабрика ВУФКУ                                     |
| Чортополох                                                              | Павло Долина                                                               | 1927 | Перша кінофабрика ВУФКУ                                     |
| Каламуть                                                                | Георгій Тасін                                                              | 1927 | Друга кінофабрика ВУФКУ                                     |
| Кіра-Кіраліна                                                           | Борис Глаголін                                                             | 1927 | Друга кінофабрика ВУФКУ                                     |
| Людина, яка посміхається                                                | Давид Волжин                                                               | 1927 | Друга кінофабрика ВУФКУ                                     |
| Одна ніч                                                                | Мануель Большинцов                                                         | 1927 | Друга кінофабрика ВУФКУ                                     |
| Паровоз №                                                               | Георгій Кравченко                                                          | 1927 | Друга кінофабрика ВУФКУ                                     |
| Позбавлені дня (Без сонця)                                              | Володимир Баллюзек                                                         | 1927 | Друга кінофабрика ВУФКУ                                     |
| Провокатор                                                              | Віктор Турін                                                               | 1927 | Друга кінофабрика ВУФКУ                                     |
| Троє                                                                    | Олєксандр Соловйов                                                         | 1927 | Друга кінофабрика ВУФКУ                                     |
| Ялта дибки                                                              | Борис Загорський                                                           | 1927 | Друга кінофабрика ВУФКУ                                     |
| Z — 123                                                                 | Мануель Большинцов, Євген Іванов-Барков, Єфім Дзіган, Олександр Файнциммер | 1927 | Друга кінофабрика ВУФКУ                                     |
| Ванька і Месник                                                         | Аксель Лундін                                                              | 1928 | Київська кінофабрика ВУФКУ                                  |
| Джальма                                                                 | Арнольд Кордюм                                                             | 1928 | Київська кінофабрика ВУФКУ                                  |
| Безпритульні                                                            | Дмитро Ердман, Яків Геллер                                                 | 1928 | Перша кінофабрика ВУФКУ                                     |
| Бенефіс клоуна Жоржа                                                    | Олександр Соловйов                                                         | 1928 | Перша кінофабрика ВУФКУ                                     |
| Буря                                                                    | Павло Долина                                                               | 1928 | Перша кінофабрика ВУФКУ                                     |
| Греблю прорвано                                                         | Михайло Капчинський                                                        | 1928 | Перша кінофабрика ВУФКУ                                     |
| Двоє                                                                    | Мирон Білинський                                                           | 1928 | Перша кінофабрика ВУФКУ                                     |
| Джиммі Хіггінс                                                          | Георгій Тасін                                                              | 1928 | Перша кінофабрика ВУФКУ                                     |
| Дівчина з палуби                                                        | Олександр Перегуда, Георгій Кравченко                                      | 1928 | Перша кінофабрика ВУФКУ                                     |
| За монастирською стіною                                                 | Петро Чардинін                                                             | 1928 | Перша кінофабрика ВУФКУ                                     |
| За стіною                                                               | Амвросій Бучма                                                             | 1928 | Перша кінофабрика ВУФКУ                                     |
| Крізь сльози                                                            | Григорій Гричер-Чериковер                                                  | 1928 | Перша кінофабрика ВУФКУ                                     |
| Лавина                                                                  | Іван Перестіані                                                            | 1928 | Перша кінофабрика ВУФКУ                                     |
| Митрошка — солдат революції                                             | Марко Терещенко                                                            | 1928 | Перша кінофабрика ВУФКУ                                     |
| На крилах книги                                                         | Михайло Шор, Павло Долина                                                  | 1928 | Перша кінофабрика ВУФКУ                                     |
| Напередодні                                                             | Григорій Гричер-Чериковер                                                  | 1928 | Перша кінофабрика ВУФКУ                                     |
| Нічний візник                                                           | Георгій Тасін                                                              | 1928 | Перша кінофабрика ВУФКУ                                     |
| Новими шляхами                                                          | Павло Долина                                                               | 1928 | Перша кінофабрика ВУФКУ                                     |
| Октябрюхов і Дєкабрюхов                                                 | Олексій Смирнов, Олександра Смирнова-Іскандер                              | 1928 | Перша кінофабрика ВУФКУ                                     |
| Очі, які бачили                                                         | Володимир Вільнер                                                          | 1928 | Перша кінофабрика ВУФКУ                                     |
| Перлини Семираміди                                                      | Геогрій Стабовий                                                           | 1928 | Перша кінофабрика ВУФКУ                                     |
| Поговір                                                                 | Іван Перестіані                                                            | 1928 | Перша кінофабрика ВУФКУ                                     |
| Пригоди полтинника                                                      | Аксель Лундін                                                              | 1928 | Перша кінофабрика ВУФКУ                                     |
| Продавець щастя                                                         | Євген Косухін                                                              | 1928 | Перша кінофабрика, Одеський державний кінотехнікум ВУФКУ    |
| Проданий апетит                                                         | Микола Охлопков                                                            | 1928 | Перша кінофабрика ВУФКУ                                     |
| Закони шторму                                                           | Олєксандр Соловйов                                                         | 1928 | Перша та Друга кінофабрика ВУФКУ                            |
| Земля кличе                                                             | Володимир Баллюзек                                                         | 1928 | Перша та Друга кінофабрика ВУФКУ                            |
| Три кімнати з кухнею                                                    | Микола Шпиковський                                                         | 1928 | Перша та Друга кінофабрика ВУФКУ                            |
| Єшіль-Ада                                                               | Карл Томський                                                              | 1928 | —                                                           |
| Даєш!                                                                   | Гліб Затворницький                                                         | 1928 | 1-а КЕМ (Кіноекспериментальна Майстерня) (Київ)             |
| Піковий квиток                                                          | Гліб Затворницький                                                         | 1928 | 1-а КЕМ (Кіноекспериментальна Майстерня) (Київ)             |
| Чирвовий валет                                                          | Гліб Затворницький                                                         | 1928 | 1-а КЕМ (Кіноекспериментальна Майстерня) (Київ)             |
| Газетярі                                                                | Костянтин Болотов                                                          | 1929 | Київська кінофабрика ВУФКУ                                  |
| Долина див                                                              | Ян Печорін                                                                 | 1929 | Київська кінофабрика ВУФКУ                                  |
| Комсомолія                                                              | Ян Печорін                                                                 | 1929 | Київська кінофабрика ВУФКУ                                  |
| Мрії, мої мрії                                                          | Семен Власенко                                                             | 1929 | Київська кінофабрика ВУФКУ                                  |
| Немає перешкод                                                          | Євген Косухін                                                              | 1929 | Київська кінофабрика ВУФКУ                                  |
| Сам собі Робінзон                                                       | Лазар Френкель                                                             | 1929 | Київська кінофабрика ВУФКУ                                  |
| Село Веселе                                                             | Григорій Гричер-Чериковер                                                  | 1929 | Київська кінофабрика ВУФКУ                                  |
| Шкідник                                                                 | Констянтин Болотов                                                         | 1929 | Київська кінофабрика ВУФКУ                                  |
| Шкурник                                                                 | Микола Шпиковський                                                         | 1929 | Київська кінофабрика ВУФКУ                                  |
| Як це було                                                              | Леонід Могилевський                                                        | 1929 | Київська кінофабрика ВУФКУ                                  |
| Документи епохи                                                         | Леонід Могилевський                                                        | 1929 | Київська кінофабрика ВУФКУ                                  |
| Арсенал                                                                 | Олександр Довженко                                                         | 1929 | Перша кінофабрика ВУФКУ                                     |
| Велике горе маленької жінки                                             | Марко Терещенко                                                            | 1929 | Перша кінофабрика ВУФКУ                                     |
| В заметах                                                               | Павло Долина                                                               | 1929 | Перша кінофабрика ВУФКУ                                     |
| Вирвана сторінка                                                        | Олександр Індлін                                                           | 1929 | Одеський державний кінотехнікум ВУФКУ                       |
| Дві жінки                                                               | Григорій Рошаль                                                            | 1929 | Перша кінофабрика ВУФКУ                                     |
| Експонат з паноптикому                                                  | Геогрій Стабовий                                                           | 1929 | Перша кінофабрика ВУФКУ                                     |
| Захар Беркут                                                            | Йозеф Рона                                                                 | 1929 | Перша кінофабрика ВУФКУ                                     |
| Злива                                                                   | Іван Кавалерідзе                                                           | 1929 | Перша кінофабрика ВУФКУ                                     |
| Легка кавалерія                                                         | Ольга Улицька                                                              | 1929 | Одеський державний кінотехнікум ВУФКУ                       |
| Пілот і дівчина                                                         | Олександр Перегуда                                                         | 1929 | Перша кінофабрика ВУФКУ                                     |
| П'ять наречених                                                         | Олександр Соловйов                                                         | 1929 | Перша кінофабрика ВУФКУ                                     |
| Суддя Рейтан                                                            | Фавст Лопатинський                                                         | 1929 | Перша кінофабрика ВУФКУ                                     |
| Темне царство                                                           | Олександр Гавронський, Юрій Винокуров                                      | 1929 | Перша кінофабрика ВУФКУ                                     |
| Тобі дарую                                                              | Василь Радиш                                                               | 1929 | Перша кінофабрика ВУФКУ                                     |
| Хлопчик з табору                                                        | Олександр Штрижак                                                          | 1929 | Перша кінофабрика ВУФКУ                                     |
| Царський острів                                                         | Григорій Гричер-Чериковер                                                  | 1929 | Перша кінофабрика ВУФКУ                                     |
| Полуничне варення                                                       | Б. Зелігер, Г. Злочевський, Дмитро Муха                                    | 1929 | Товариство друзів радянського кіно (Харків), ВУФКУ          |
| Право на жінку / Студентка / Делегатка / Моя жінка                      | Олексій Каплер                                                             | 1929 | Київська кінофабрика ВУФКУ                                  |
| Хліб                                                                    | Микола Шпиковський                                                         | 1930 | Київська кінофабрика ВУФКУ                                  |
| Шлях до перемоги                                                        | Геогрій Стабовий                                                           | 1930 | Перша кінофабрика ВУФКУ                                     |

### Список деяких неігрових фільмів
| Назва                                     | Режисер                          | Рік  | Назва кіностудії           |
| ----------------------------------------- | -------------------------------- | ---- | -------------------------- |
| Голод і боротьба з ним                    | Микола Салтиков                  | 1922 | Перша кінофабрика ВУФКУ    |
| Одеса — Батум!                            | Луї Форестьє                     | 1923 | Перша кінофабрика ВУФКУ    |
| Дніпробуд                                 | Гліб Затворницький               | 1927 | Перша кінофабрика ВУФКУ    |
| Землетрус в Ялті / Землетрус / Ялта Дибки | Борис Загорський                 | 1928 | Друга кінофабрика ВУФКУ    |
| Одинадцятий                               | Дзиґа Вертов                     | 1928 | Київська кінофабрика ВУФКУ |
| Документи епохи                           | Леонід Могилевський, Я. Грабович | 1929 | Перша кінофабрика ВУФКУ    |
| Ясла                                      | Михайло Кауфман                  | 1928 | Київська кінофабрика ВУФКУ |
| Людина з кіноапаратом                     | Дзиґа Вертов                     | 1929 | Київська кінофабрика ВУФКУ |
| Навесні                                   | Михайло Кауфман                  | 1929 | Київська кінофабрика ВУФКУ |
| Нариси радянського міста                  | Дмитро Дальський                 | 1929 | Перша кінофабрика ВУФКУ    |

### Список деяких анімаційних фільмів
| Назва                                       | Режисер                                                     | Рік  | Назва кіностудії                          |
| ------------------------------------------- | ----------------------------------------------------------- | ---- | ----------------------------------------- |
| Казка про солом'яного бичка                 | В'ячеслав Левандовський                                     | 1927 | Перша кінофабрика ВУФКУ                   |
| Українізація                                | В'ячеслав Левандовський, Володимир Дев'ятнін                | 1927 | Центральна мультмайстерня ВУФКУ           |
| Десять                                      | В'ячеслав Левандовський, Євген Макаров, Володимир Дев'ятнін | 1927 |                                           |
| Казка про Білку-хазяєчку та Мишу-лиходієчку | В'ячеслав Левандовський                                     | 1928 | Київська кінофабрика ВУФКУ                |
| Полуничне варення (ляльковий)               | Б. Зелігер, Д. Муха, Г. Злочевський                         | 1929 | Товариство друзів радянського кіно, ВУФКУ |
| Тук-тук на полюванні                        | В'ячеслав Левандовський                                     | 1930 | Перша кінофабрика ВУФКУ                   |